# FK Hodonín
Fotbalový klub Hodonín w skrócie FK Hodonín – czeski klub piłkarski, grający w MSFL, mający siedzibę w mieście Hodonín.

## Historia
Klub został założony w 1994 roku. W sezonie 2016/2017 awansował do Moravskoslezskej fotbalovej ligi.

## Historyczne nazwy
- 2007 – FK Šardice „B“ (Fotbalový klub Šardice „B“)
- 2009 – RSM Hodonín-Šardice (Regionální středisko mládeže Hodonín-Šardice)
- 2010 – RSM Hodonín (Regionální středisko mládeže Hodonín)
- 2014 – FK Hodonín (Fotbalový klub Hodonín)

## Stadion
Domowe mecze klub rozgrywa na stadionie o nazwie Stadion U Červených domků, położonym w mieście Hodonín. Stadion może pomieścić 5000 widzów.